# Hommage au théâtre de Maurice Maeterlinck

Hommage au théâtre de Maurice Maeterlinck est une peinture monumentale du peintre belge Fernand Allard l'Olivier. La composition reprend nombre de personnages de l'œuvre théâtrale de l'écrivain belge symboliste Maurice Maeterlinck.

## Liminaire
Fernand Allard l'Olivier, connu principalement pour ses toiles africanistes et ses œuvres décoratives, s'est également intéressé au théâtre. Il a ainsi réalisé plusieurs décors de théâtre, comme ceux du Pierrot Narcisse du poète symboliste belge Albert Giraud. Cette grande toile qu'est son Hommage au théâtre de Maurice Maeterlinck n'est donc pas totalement surprenante dans sa production.

## Description
Hommage au théâtre de Maurice Maeterlinck est une peinture à l'huile sur toile d'une hauteur de 200 centimètres pour une largeur de 300 centimètres. Le titre de l'œuvre et la signature de l'artiste (Allard l'olivier) figurent dans un médaillon centré au bas du tableau.
Allard l'Olivier place les personnages principaux des pièces de Maeterlinck dans un décor théâtral. Des rideaux de scène encadrent les personnages, trois masques tragiques sont suspendus au ciel, à l'avant de la scène une rangée de feux de la rampe, éteints, et deux appliques munies de chandelles renforcent la théâtralité de l'œuvre. Le sol est carrelé de ces petites dalles carrées noires et blanches typiques des habitations flamandes, motif qui est repris des illustrations du recueil de poésies Douze Chansons de l'écrivain.
Le tableau est divisé en deux parties égales par un arbre contre lequel est adossée La Princesse Maleine, qui est ainsi le personnage central de la scène. Maleine, habillée d'une longue robe blanche, est même, pour ainsi dire, incrustée dans le tronc de cet arbre. Au fond de la composition, à l'avant d'un décor très théâtral, sept béguines marchent à la queue-leu-leu sur un pont en dos-d'âne reliant les deux parties du tableau. L’Oiseau bleu — qui a valu à Maeterlinck le prix Nobel de littérature en 1911 — déploie ses ailes de la cime de l'arbre et est entouré par six colombes blanches.
Dans la partie gauche de la composition sont regroupés les grands couples de l'œuvre de Maeterlinck, Pelléas et Mélisande (1892) devant un buisson fleuri, Alladine et Palomides (1894) enchaînés, Aglavaine et Sélysette (1896), Méléandre guetté par un squelette debout derrière eux et Ariane et Barbe-Bleue (1901) Ariane surgissant du rêve de Barbe-Bleue.
Le nom de chaque œuvre de Maeterlinck est inscrit dans une banderole à proximité des personnages de l'œuvre.

## Sujets des pièces de Maeterlinck figurant sur le tableau

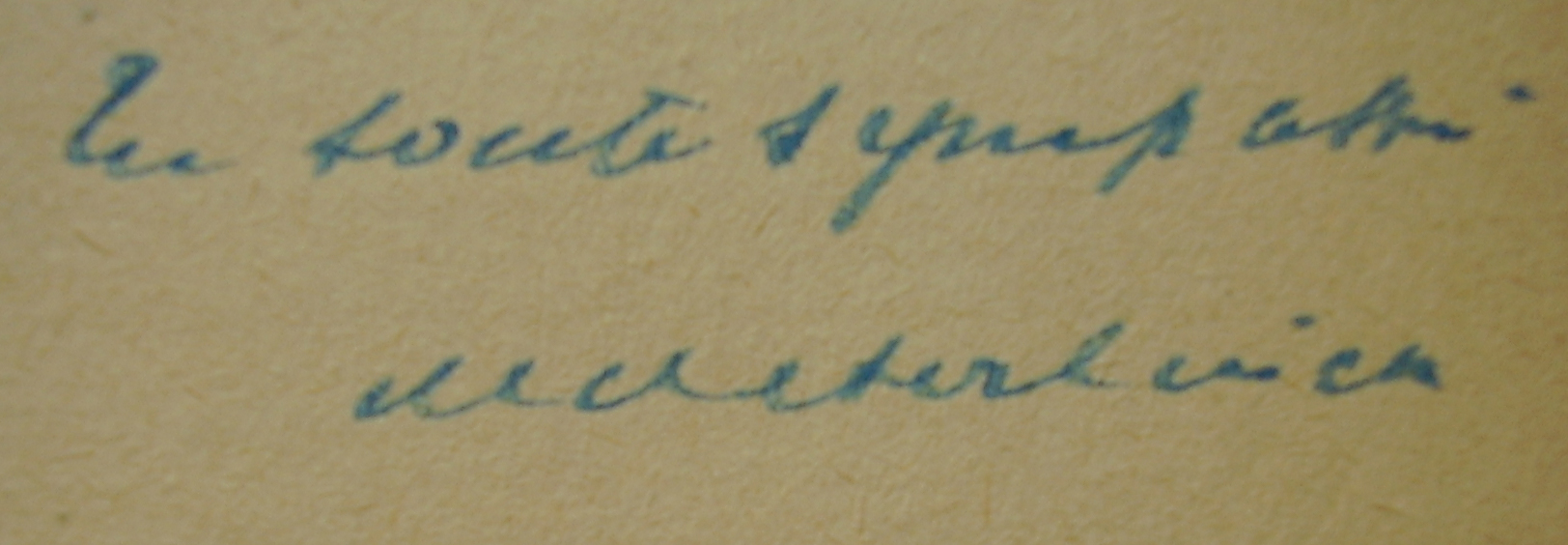
Envoi et signature de Maurice Maeterlinck.

- La Princesse Maleine (1889)
- L'Intruse (1890)
- Les Aveugles (1890)
- Pelléas et Mélisande (1892)
- Alladine et Palomides (1894)
- Intérieur (1894)
- La Mort de Tintagiles (1894)
- Aglavaine et Sélysette (1896)
- Douze Chansons (1896)
- La Sagesse et la destinée (1898)
- Ariane et Barbe-Bleue (1901)
- Sœur Béatrice (1901)
- L’Oiseau bleu (1909)

## Historique de l'œuvre
Hommage au théâtre de Maurice Maeterlinck a été peinte au début des années 1930 et était destinée à être exposée en 1932 lors d'un Hommage national à Maurice Maeterlinck pour les 70 ans de l'écrivain. Le projet était de réaliser une tapisserie d'après cette œuvre de Fernand Allard l'Olivier, mais, apparemment, ni l'hommage ni le projet de tapisserie n'ont abouti.
La toile est exposée à Tournai en 1950 lors de la rétrospective consacrée au peintre.
Le tableau figure parmi les 200 œuvres mises aux enchères lors de la vente publique du 31 mai 1958 à Tournai et trouve acquéreur pour la somme de 13 000 francs belges (hors frais).
L'association Archives et Musée de la littérature l'a acquis auprès d'un antiquaire.